# Selim Arvid Lindqvist
Selim Arvid Lindqvist (né le 19 mai 1867 à Helsinki décédé le 17 mai 1939) est un architecte finlandais. Il est l'un des représentants les plus célèbres du style Art nouveau en Finlande et il a conçu de très nombreux bâtiments à Helsinki.

## Biographie
Il est diplômé en 1888 de l'Institut polytechnique. 
Lindqvist travaille pour le cabinet d'architectes Kiseleff & Heikel  comme stagiaire puis pour Konstantin Kiseleff de 1888 à 1901 comme constructeur-architecte avec Elia Heikel.
En 1888, il fonde son propre cabinet d’architecte.

## Œuvres

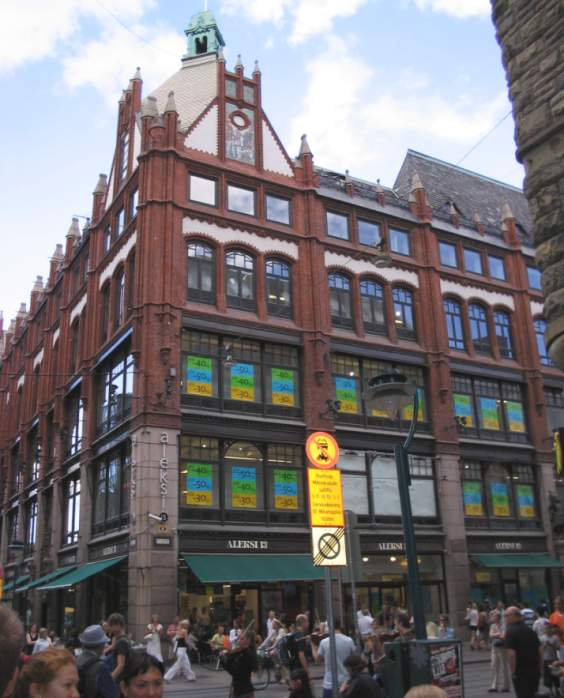
13, rue Aleksanterinkatu, Helsinki

Lindqvist était un précurseur et on disait souvent de ses œuvres « pour la première fois en Finlande ».
Il conçut surtout des magasins et des usines, mais aussi des villas et des immeubles d'habitation. 
Une partie des œuvres remarquables de Lindqvist a été démolie, ainsi parmi ses Halles seule reste la Halle de Hietalahti.
Ses œuvres les plus connues sont :

### àHelsinki
- 1890, Magasin Merkurius,  1 rue Mikonkatu - 33, Pohjoisesplanadi.
- 1890, Villa Kivi, 7 rue Linnunlauluntie
- 1898–1900, Magasin Lundqvist, 13, rue Aleksanterinkatu.
- 1898, Restaurant Ravintola Saaristo sur Luoto
- 1902–1903, Panttilainaamo, 7 rue Pursimiehenkatu.
- 1902–1903, Habitations à Katajanokka, 5 rue Satamakatu.

- 1903–1904, Habitations Wellamo, 9 rue Vyökatu.
- 1903–1904,  Halle de Hietalahti, Place Hietalahdentori.
- 1904–1906, Maison Dahlström , Lapinlahdenkatu 31 - Eteläinen rautatiekatu 20
- 1905–1906, Villa Johanna, 23-25 rue Laivurinkatu.
- 1909, Centrale électrique de Suvilahti, Sörnäisten rantatie, Sörnäinen.
- 1909, Centrale électrique de Kasarmitori[2], Kasarmikatu 30
- 1910–1911, Villa Riviera, 1 rue Armfeltintie.
- 1911, Yliopistonkatu 10.
- 1910–1912, Villa Ensi, 23 rue Merikatu.
- 1923, Chapelle du cimetière de Malmi
- 1932, Villa Stamboet III, Selim Lindqvistin kuja 2

### enFinlande
- 1911, Mairie de Mikkeli.
- 1911, Château d'eau de Naisvuori, Mikkeli.
- 1930, Usine à papier de Voikkaa, Kouvola.

## Galerie

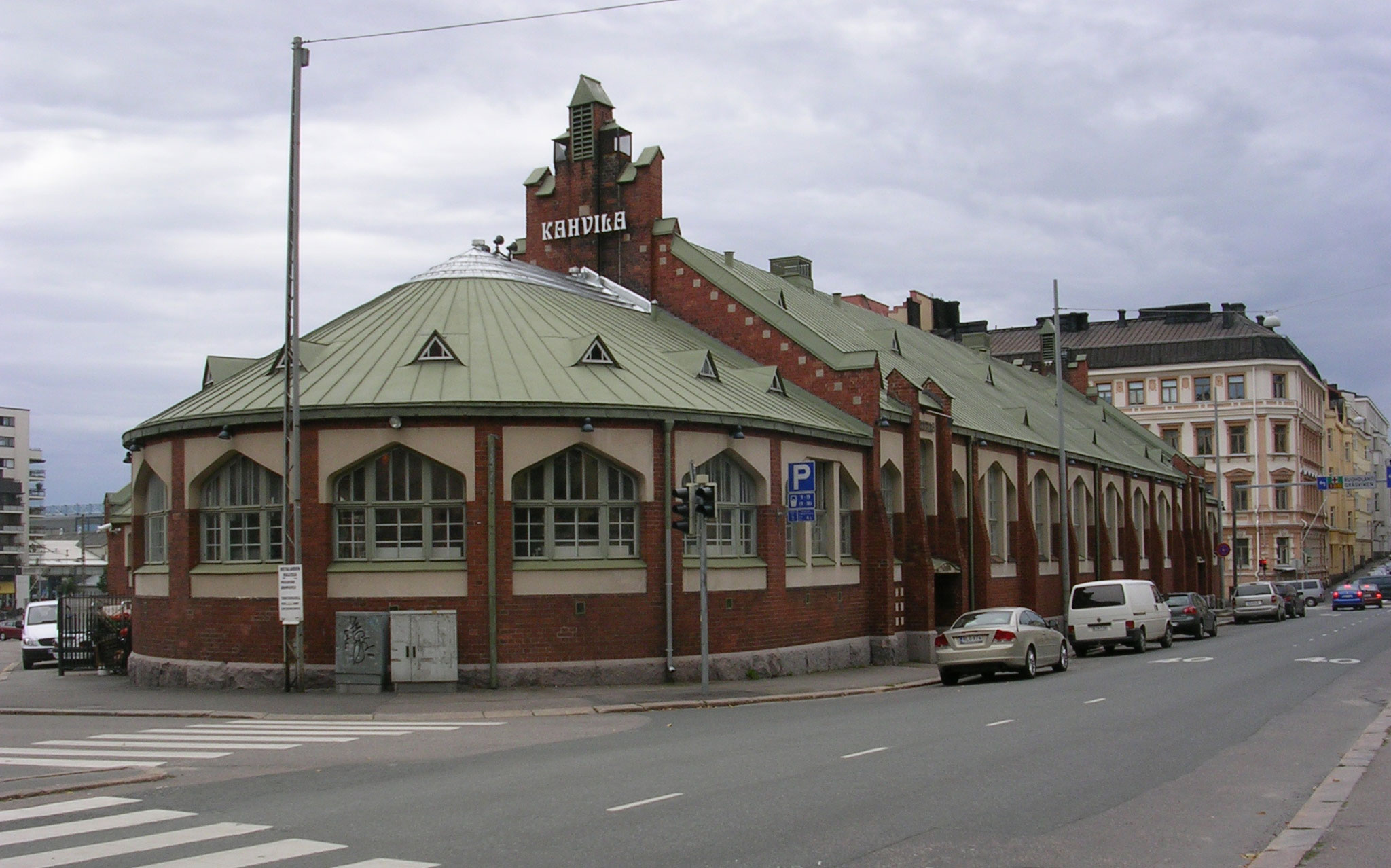
Halle de Hietalahti, Helsinki
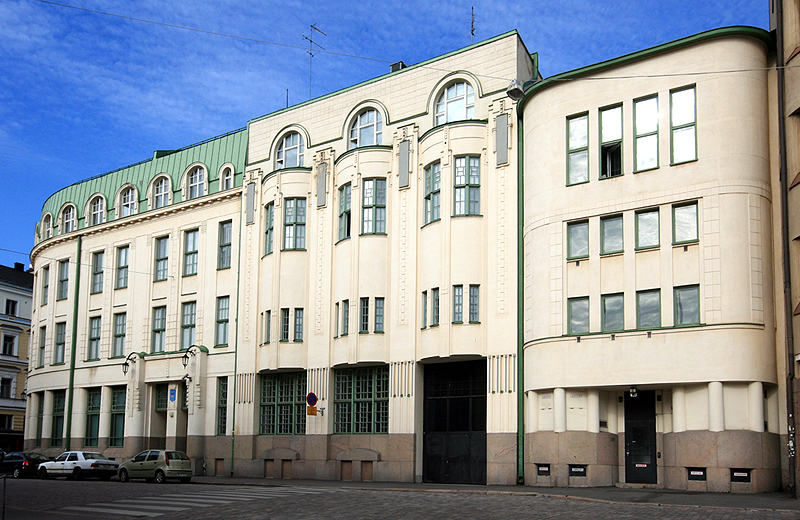
30 Rue Kasarmikatu, Helsinki
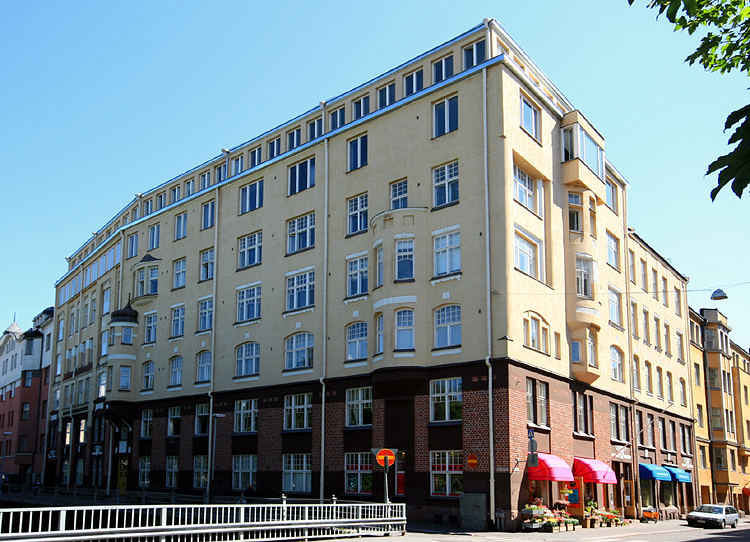
31 Rue Lapinlahdenkatu, Helsinki
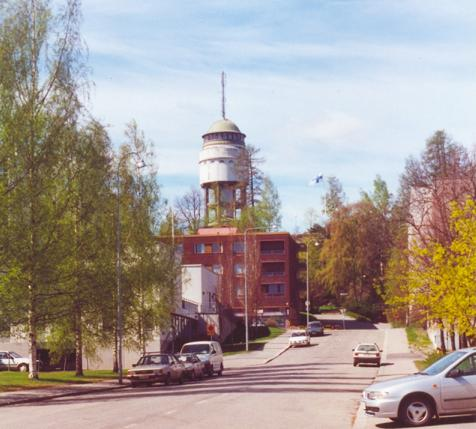
Château d'eau de Naisvuori, Mikkeli

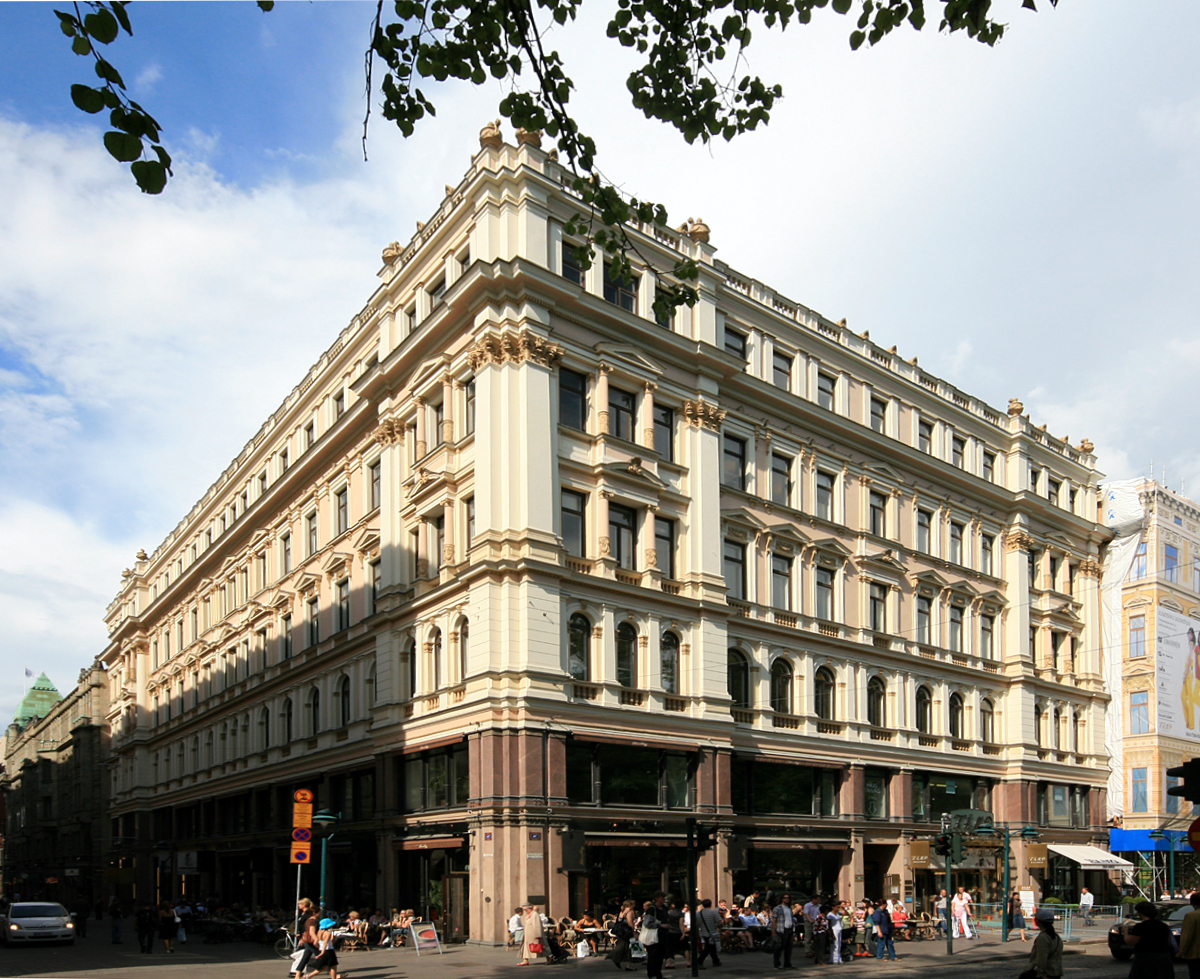
33, Pohjoisesplanadi, Helsinki
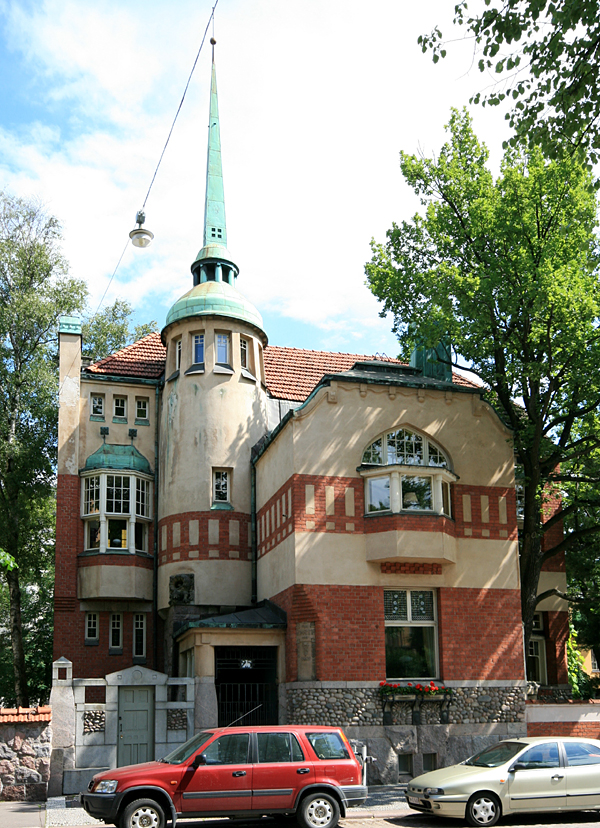
Villa Johanna 23 Rue Laivurinkatu, Helsinki
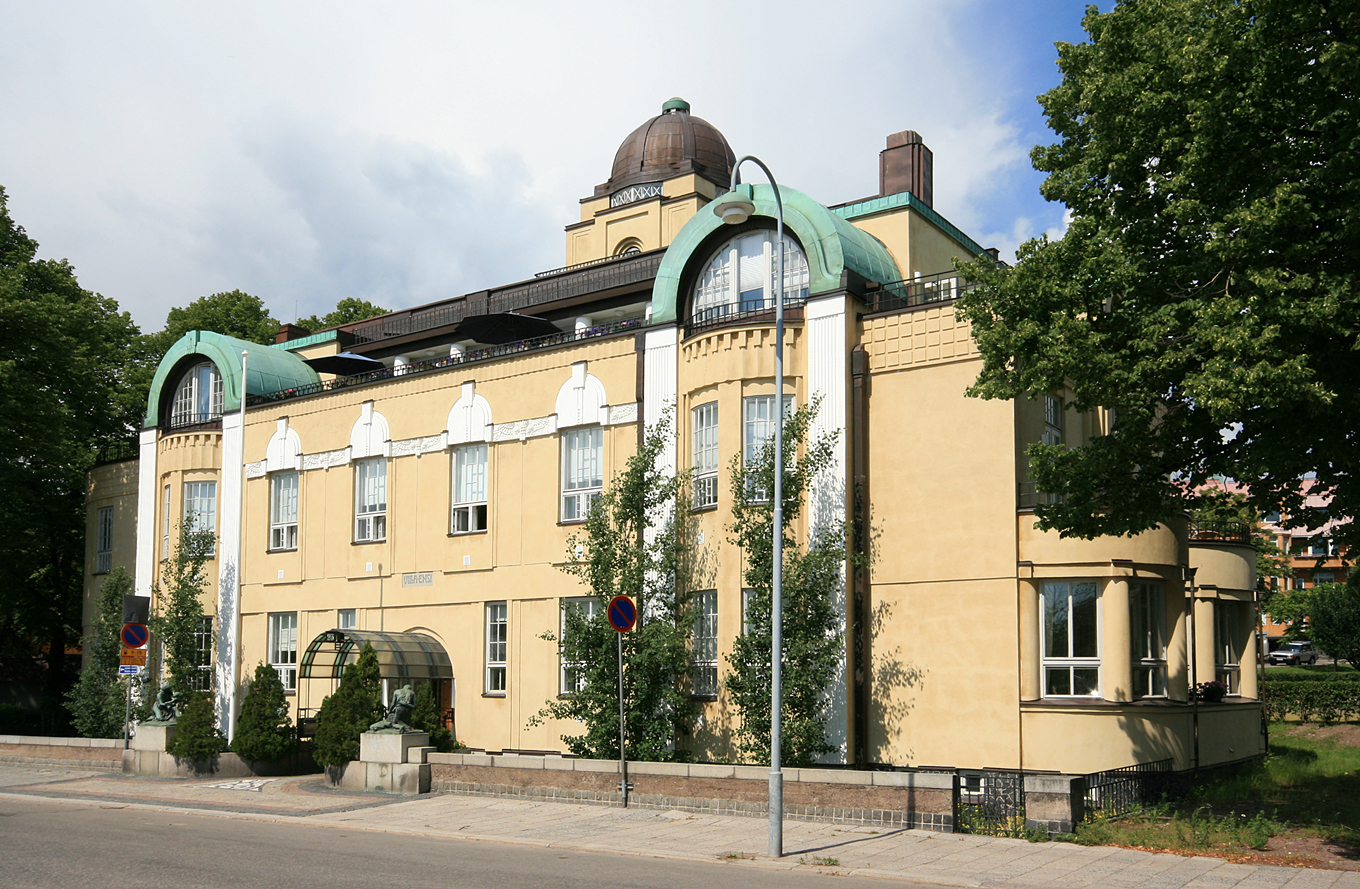
Villa Ensi, Helsinki
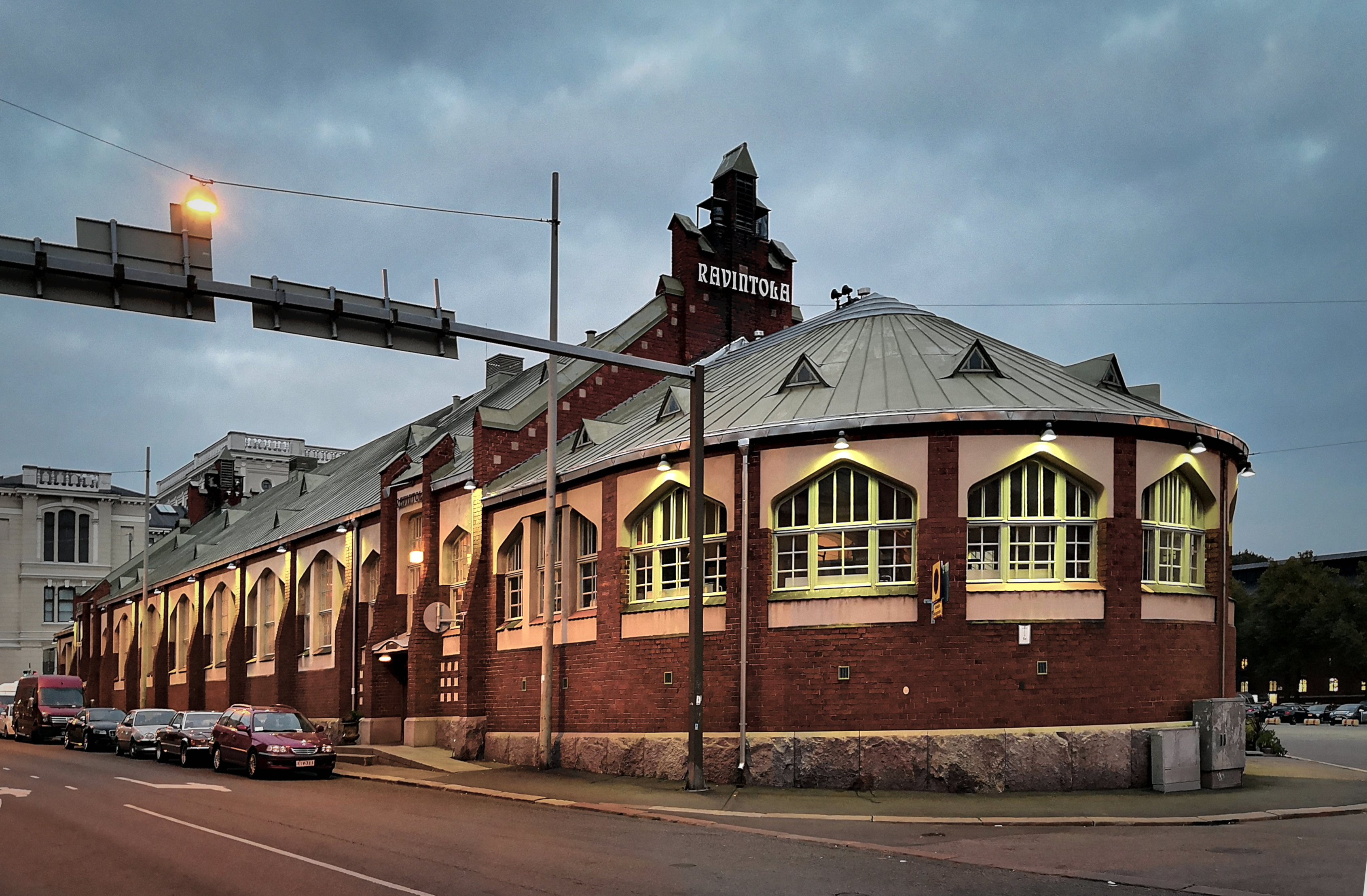
Halle du marché de Hietalahti.